# Puellina venusta
Puellina venusta är en mossdjursart som först beskrevs av Canu och Bassler 1925.  Puellina venusta ingår i släktet Puellina och familjen Cribrilinidae. Inga underarter finns listade i Catalogue of Life.